# Huansu S3
Huansu S3 — семиместный компактный SUV, выпускавшийся подразделением Huansu компании BAIC Motor.

## Описание
Huansu S3 дебютировал в 2014 году на Пекинском автосалоне. Как и Huansu S2, Huansu S3 выпускался компанией Beiqi Yinxiang Automobile. Автомобиль оснащён 1,5-литровым рядным четырёхцилиндровым двигателем мощностью 113 л. с. Коробка передач — пятиступенчатая механическая.

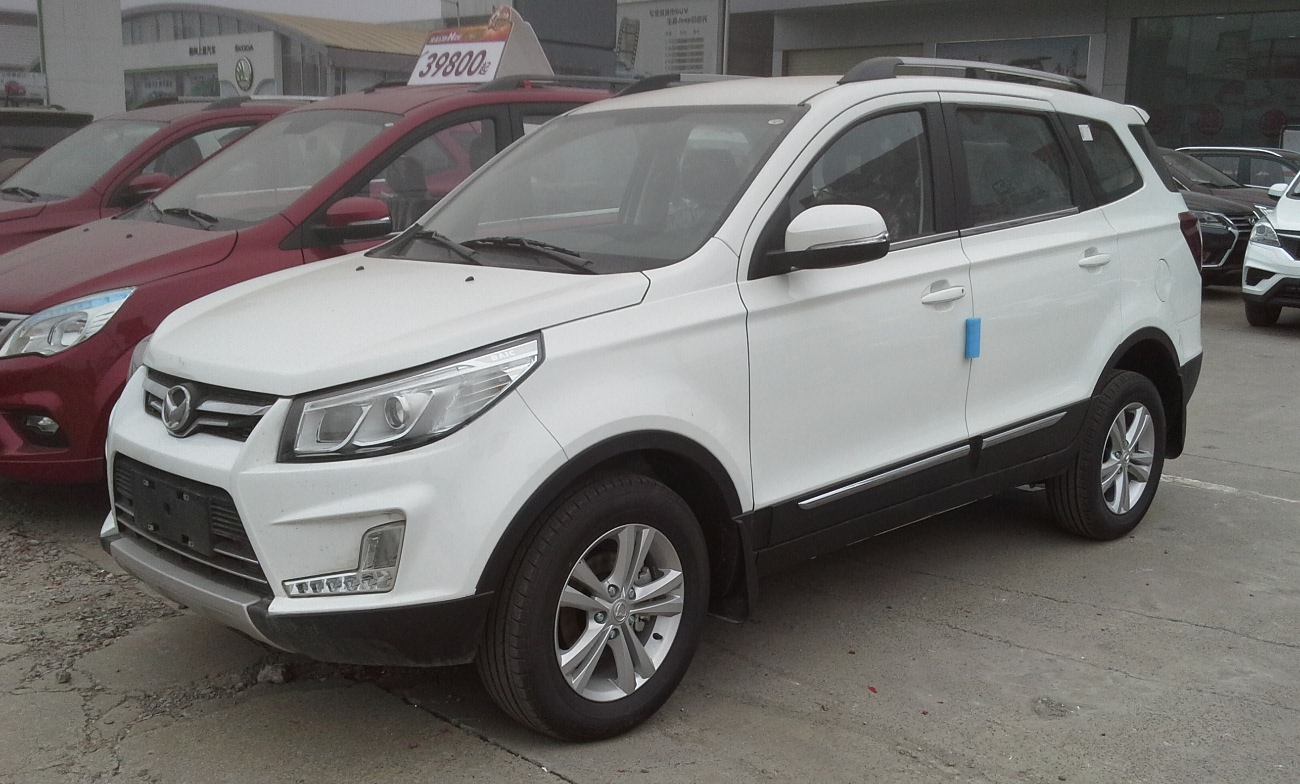
Вид спереди
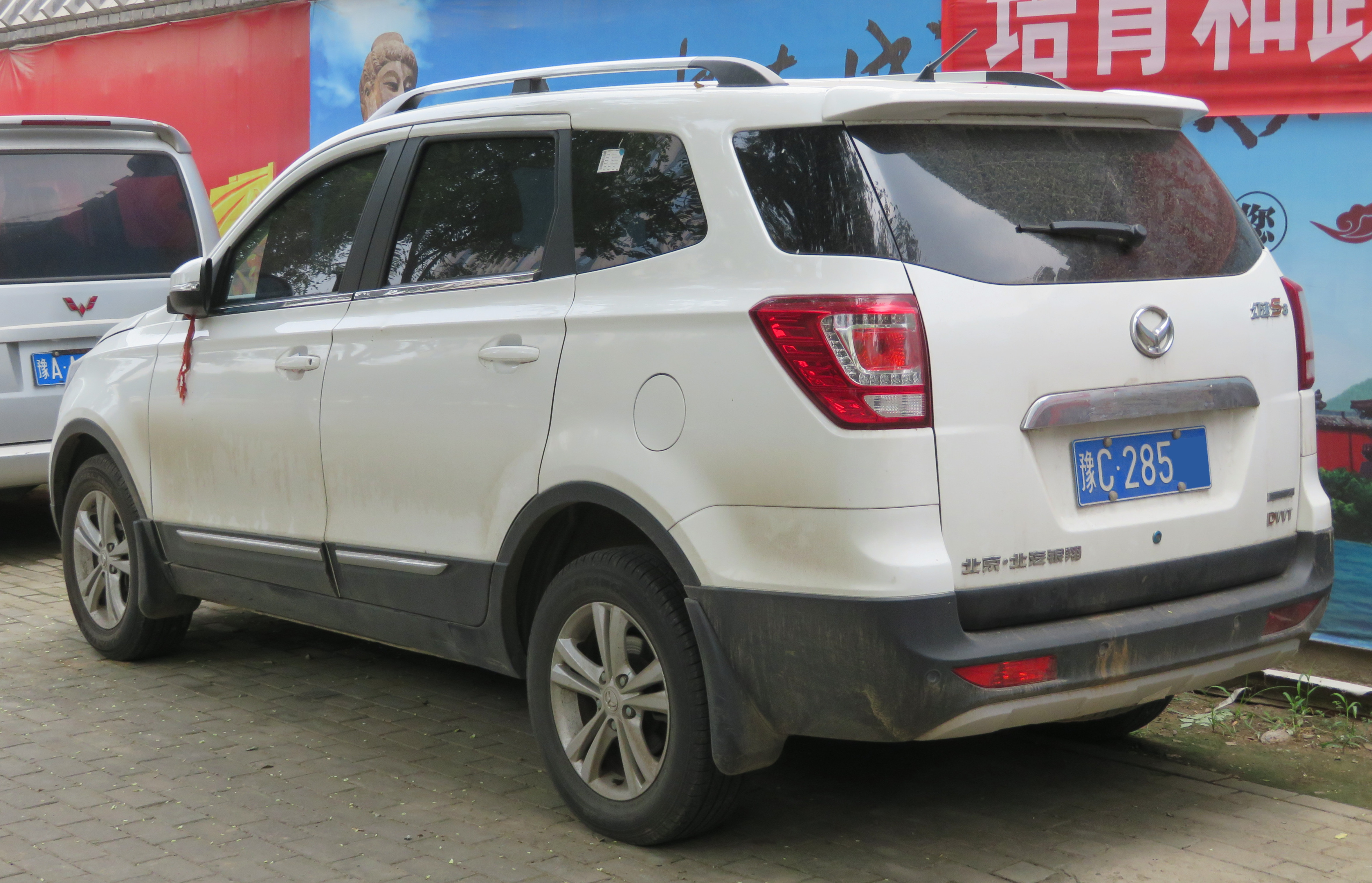
Вид сзади

## Huansu S3L
Huansu S3L — удлинённая версия Huansu S3 с обновлённым дизайном передней и задней частей. Длина составляет 4380 мм, а колёсная база — 2700 мм.

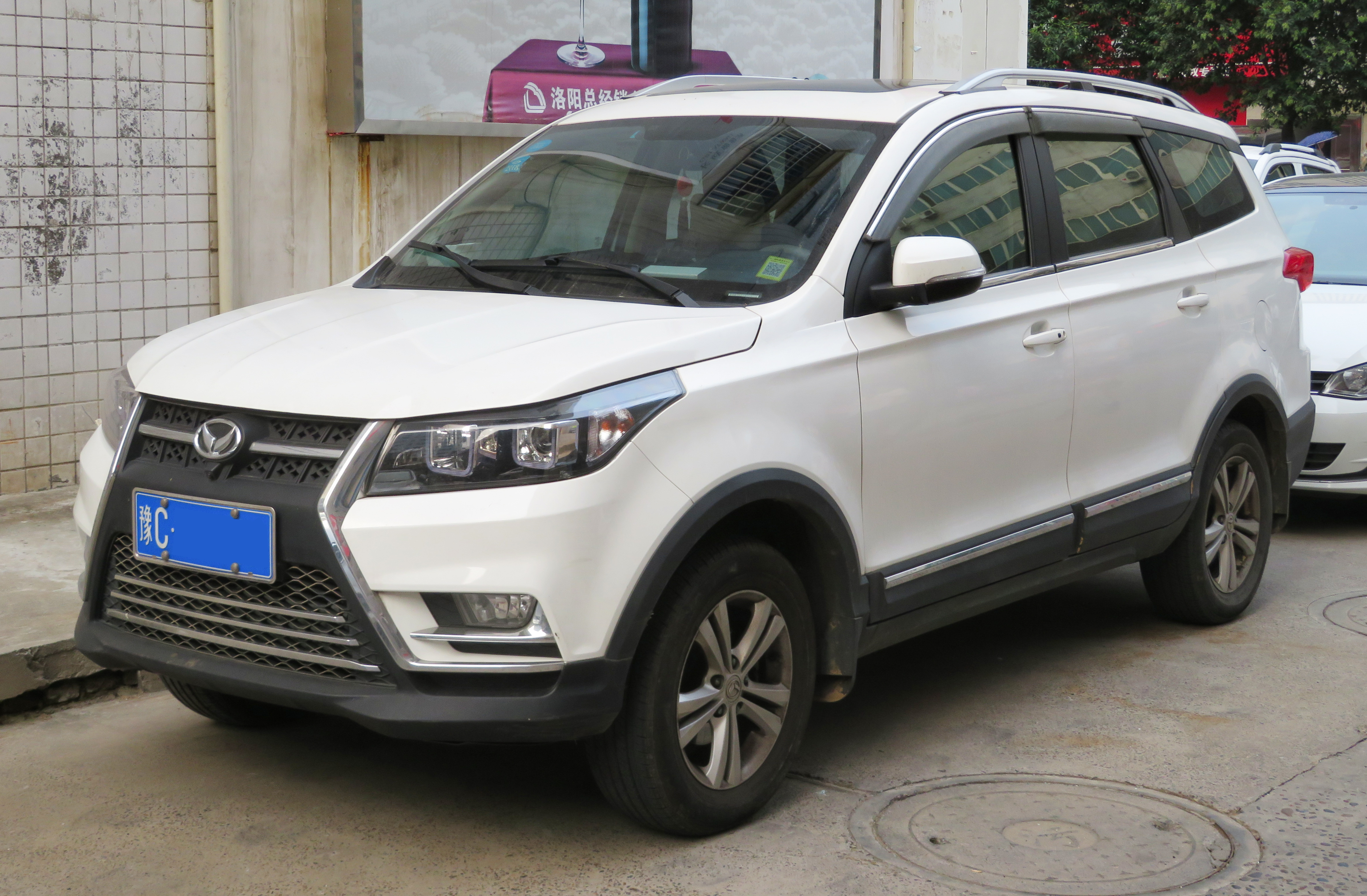
Вид спереди
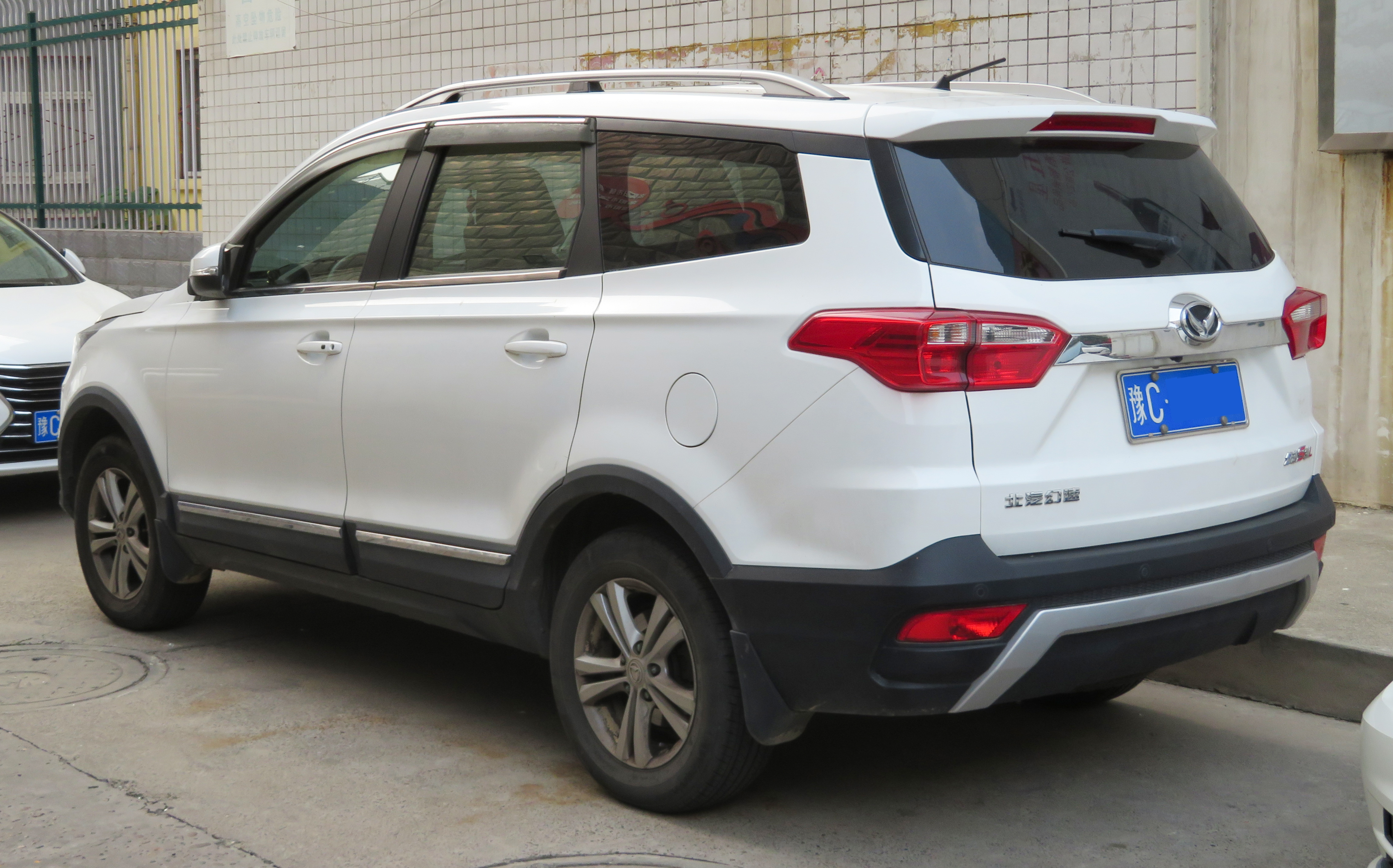
Вид сзади

## Ruixiang X3
Ruixiang X3 — второй автомобиль бренда Ruixiang, выпускавшийся на базе Huansu S3L с видоизменённой передней частью. Он оснащён 1,5-литровым атмосферным двигателем мощностью 77 кВт. Коробка передач — пятиступенчатая механическая.

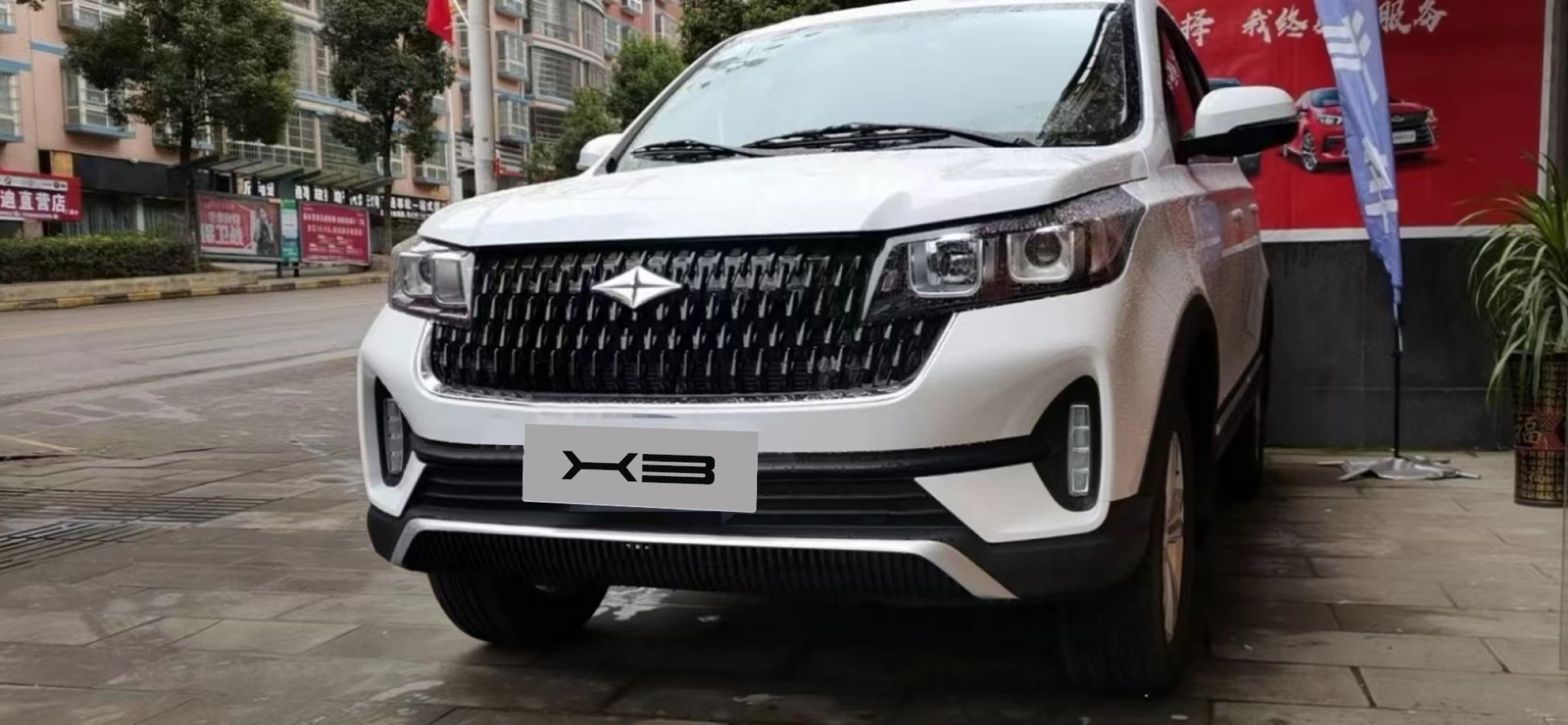
Ruixiang X3